# Magnanville
Magnanville és un municipi francès, situat al departament d'Yvelines i a la regió de Illa de França. L'any 2007 tenia 5.505 habitants.
Forma part del cantó de Mantes-la-Jolie, del districte de Rambouillet i de la Comunitat urbana Grand Paris Seine et Oise.

## Demografia

### Població
El 2007 la població de fet de Magnanville era de 5.505 persones. Hi havia 1.874 famílies, de les quals 352 eren unipersonals (121 homes vivint sols i 231 dones vivint soles), 564 parelles sense fills, 747 parelles amb fills i 211 famílies monoparentals amb fills.
La població ha evolucionat segons el següent gràfic:
Habitants censats

### Habitatges
El 2007 hi havia 1.971 habitatges, 1.900 eren l'habitatge principal de la família, 2 eren segones residències i 69 estaven desocupats. 1.627 eren cases i 340 eren apartaments. Dels 1.900 habitatges principals, 1.373 estaven ocupats pels seus propietaris, 502 estaven llogats i ocupats pels llogaters i 25 estaven cedits a títol gratuït; 65 tenien una cambra, 69 en tenien dues, 127 en tenien tres, 512 en tenien quatre i 1.127 en tenien cinc o més. 1.558 habitatges disposaven pel capbaix d'una plaça de pàrquing. A 853 habitatges hi havia un automòbil i a 890 n'hi havia dos o més.

### Piràmide de població
La piràmide de població per edats i sexe el 2009 era:
| Homes | Edats   | Dones |
| ----- | ------- | ----- |
| 4     | 95 o +  | 36    |
| 20    | 90 a 94 | 72    |
| 20    | 85 a 89 | 76    |
| 24    | 80 a 84 | 68    |
| 24    | 75 a 79 | 56    |
| 44    | 70 a 74 | 52    |
| 100   | 65 a 69 | 96    |
| 132   | 60 a 64 | 124   |
| 204   | 55 a 59 | 228   |
| 256   | 50 a 54 | 252   |
| 248   | 45 a 49 | 220   |
| 236   | 40 a 44 | 236   |
| 176   | 35 a 39 | 236   |
| 168   | 30 a 34 | 128   |
| 144   | 25 a 29 | 116   |
| 164   | 20 a 24 | 156   |
| 216   | 15 a 19 | 288   |
| 220   | 10 a 14 | 228   |
| 172   | 5 a 9   | 168   |
| 92    | 0 a 4   | 88    |

## Economia
El 2007 la població en edat de treballar era de 3.505 persones, 2.490 eren actives i 1.015 eren inactives. De les 2.490 persones actives 2.284 estaven ocupades (1.211 homes i 1.073 dones) i 206 estaven aturades (108 homes i 98 dones). De les 1.015 persones inactives 410 estaven jubilades, 371 estaven estudiant i 234 estaven classificades com a «altres inactius».

### Ingressos
El 2009 a Magnanville hi havia 1.921 unitats fiscals que integraven 5.259 persones, la mediana anual d'ingressos fiscals per persona era de 22.093 €.

### Activitats econòmiques
Dels 212 establiments que hi havia el 2007, 11 eren d'empreses extractives, 1 d'una empresa alimentària, 1 d'una empresa de fabricació d'elements pel transport, 6 d'empreses de fabricació d'altres productes industrials, 50 d'empreses de construcció, 59 d'empreses de comerç i reparació d'automòbils, 8 d'empreses de transport, 15 d'empreses d'hostatgeria i restauració, 1 d'una empresa d'informació i comunicació, 8 d'empreses financeres, 5 d'empreses immobiliàries, 23 d'empreses de serveis, 19 d'entitats de l'administració pública i 5 d'empreses classificades com a «altres activitats de serveis».
Dels 69 establiments de servei als particulars que hi havia el 2009, 1 era una oficina del servei públic d'ocupació, 1 oficina de correu, 1 una oficina bancària, 10 tallers de reparació d'automòbils i de material agrícola, 1 autoescola, 13 paletes, 5 guixaires pintors, 6 fusteries, 9 lampisteries, 5 electricistes, 5 empreses de construcció, 2 perruqueries, 7 restaurants i 3 agències immobiliàries.
Dels 14 establiments comercials que hi havia el 2009, 1 era un hipermercat, 1 una botiga de més de 120 m², 1 una botiga de menys de 120 m², 2 carnisseries, 2 llibreries, 2 botigues de roba, 2 botigues d'equipament de la llar, 2 botigues d'electrodomèstics i 1 una joieria.

## Equipaments sanitaris i escolars
El 2009 hi havia 1 centre de salut, 2 farmàcies i 1 ambulància.
El 2009 hi havia 2 escoles maternals i 3 escoles elementals. A Magnanville hi havia 1 col·legi d'educació secundària i 1 liceu d'ensenyament general. Als col·legis d'educació secundària hi havia 562 alumnes i als liceus d'ensenyament general 956.

## Poblacions més properes
El següent diagrama mostra les poblacions més properes.